# Renault Traktor HI
Renault Traktor HI war ein Traktormodell der ehemaligen Traktorensparte des französischen Automobilherstellers Renault. 1920 wurde es als Nachfolger von Renault Traktor GP gebaut.